# Laura Crispoldi

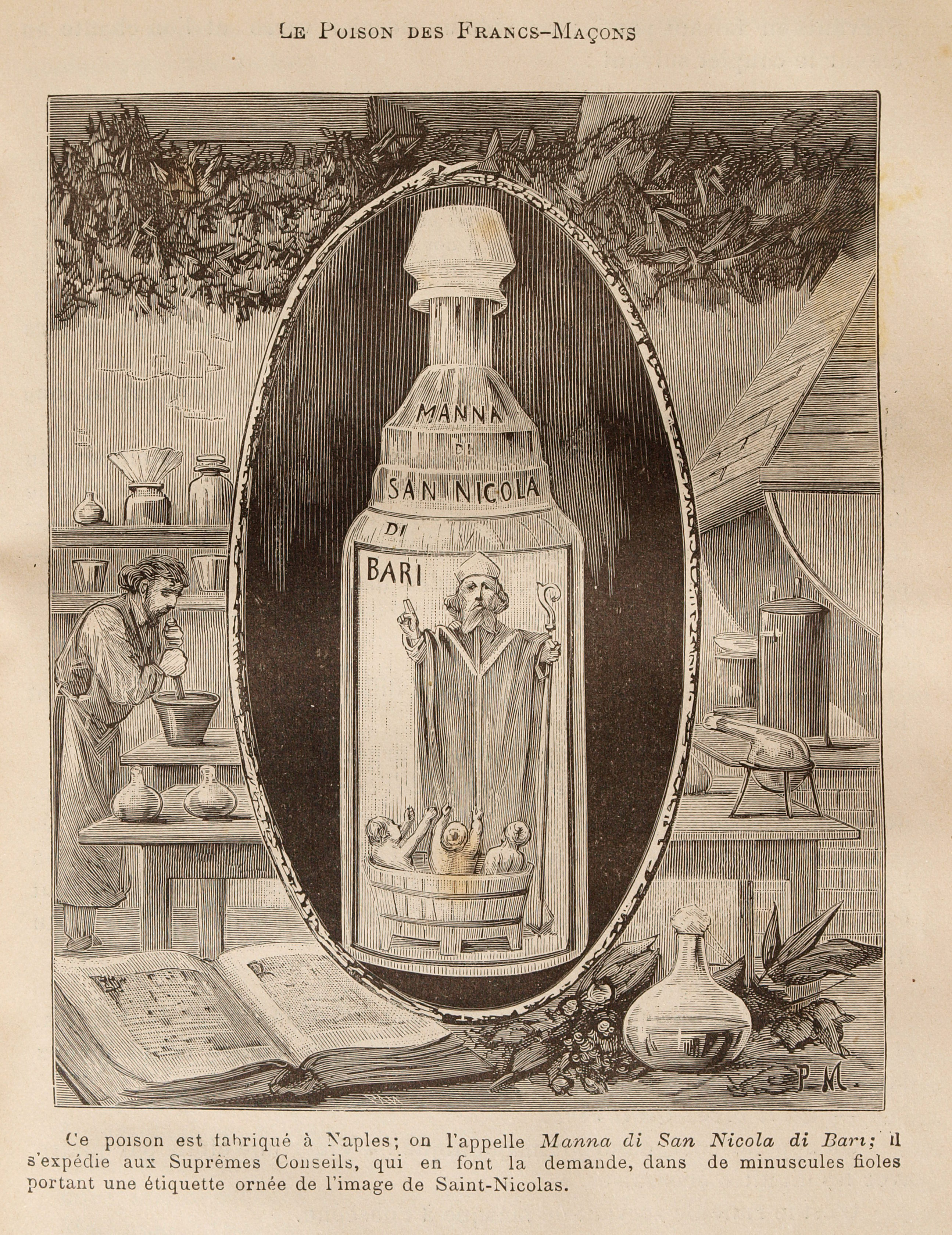
"Manna di San Nicola" (Aqua Tofana), Pierre Méjanel

Laura "Lauraccia" Crispoldi, född i Rom, död 5 juli 1659, var en italiensk giftförsäljare.  Hon var en av centralfigurerna i den berömda Spanaprocessen, och en av endast sex personer av fyrtio som blev avrättad. 

## Biografi
I april 1659 uppgav Maria Spinola att Laura Crispoldi hade blivit presenterad för Anna Maria Conti av Benedetta Merlini, och sålt det gift som Conti hade använt för att mörda sin make, ett gift hon i sin tur hade fått från Gironima Spanas affärskompanjon, gifttillverkaren Giovanna De Grandis. Spinola beskrev Crispoldi som otäck och ond, och hävdade att hon hade åtskilliga fler kunder än Conti. 
Efter att Anna Maria Conti hade förhörts och Benedetta Merlini gripits, arresterades Laura Crispoldi i det rum hon hyrde av en prostituerad kvinna vid Santa Maria della Concezione på Via Veneto och fängslades på Tor di Nona. Hon nekade till alla anklagelser och förnekade att hon ens kände De Grandis. Hon konfronterades med både Benedetta Merlini och Graziosa Farina, som båda styrkte hennes identitet. 
Laura Crispoldi beskrivs som motståndskraftig, och stod emot förhören betydligt längre än både Giovanna De Grandis och Graziosa Farina. Hon bekräftade slutligen att hon hade sålt gift till både Anna Maria Conti och Camilla Capella, som båda önskat mörda sina makar. Hon uppgav att hon inte tjänat mycket på gifthandeln utan att många var skyldig henne betalning. 
Den 6 juli 1659 avrättades Gironima Spana, Giovanna De Grandis, Maria Spinola, Graziosa Farina och Laura Crispoldi genom hängning i Rom.